# ワンダ・サイクス
ワンダ・サイクス（Wanda Sykes、1964年3月7日 - ）は、アメリカ合衆国の女優、コメディアン、ライター。ヴァージニア州ポーツマス出身。

## 出演作品
- ナッティ・プロフェッサー2/クランプ家の面々
- ラリーのミッドライフ★クライシス シーズン2
- プーティ・タン
- 天国からきたチャンピオン 2002
- ラリーのミッドライフ★クライシス シーズン3
- ラリーのミッドライフ★クライシス シーズン4
- ラリーのミッドライフ★クライシス シーズン5
- ウエディング宣言（ルビー）
- ふたりは友達? ウィル&グレイス シーズン8
- 森のリトル・ギャング（ステラ）
- Gガール　破壊的な彼女（カーラ）
- バーンヤード/モーモー牧場は大騒ぎ!?（ベッシー）
- クラークス2/バーガーショップ戦記
- ブラザー・ベア2
- エバン・オールマイティ（リタ）
- ラリーのミッドライフ★クライシス シーズン7
- ブルー 初めての空へ
- 私はラブ・リーガル3
- ラリーのミッドライフ★クライシス シーズン8
- アイス・エイジ4/パイレーツ大冒険（グラニーばあちゃん）
- ホットフラッシュ～ワタシたちスーパー・ミドルエイジ!
- バッド・ママ（エリザベス・カール医師）
- アイス・エイジ5/止めろ! 惑星大衝突（グラニーばあちゃん）
- バッド・ママのクリスマス（エリザベス・カール医師）
- ワンダ・サイクスのどうかしてる! (Netflixスタンドアップコメディ)
- アグリードール UglyDolls (2019) - ウェイジ役
- マーベラス・ミセス・メイゼル The Marvelous Mrs. Maisel (2019)

| 年   | タイトル                                                                             | 役              | 注記             |
| ---- | ------------------------------------------------------------------------------------ | --------------- | ---------------- |
| 2019 | The Wedding Year                                                                     | Janet / Grandma | [ 1 ]            |
| 2019 | 『ジェクシー! スマホを変えただけなのに』 Jexi                                        | デニース        |                  |
| 2021 | 『ブレイキング・ニュース・イン・ユバ・カウンティ』 Breaking News in Yuba County      | リタ            | [ 2 ]            |
| 2021 | The One and Only Dick Gregory                                                        | 本人            | ドキュメンタリー |
| 2024 | 『アウトスタンディング コメディ・レボリューション』 Outstanding: A Comedy Revolution | 本人            | ドキュメンタリー |
| 2024 | Saving Bikini Bottom: The Sandy Cheeks Movie                                         | Sue Nahmee      |                  |